# Ijuí
Ijuí est une municipalité  du Nord-Ouest de l'État du Rio Grande do Sul faisant partie de la microrégion de Passo Fundo et située à 402 km au nord-ouest de Porto Alegre, capitale de l'État. Elle se situe à une latitude de 28° 23' 16" sud et à une longitude de 53° 54' 53" ouest, à une altitude de 410 mètres. Sa population était estimée à 76 739, pour une superficie de 689 km2. On y accède par les BR-285, RS-155, RS-342 et RS-522.
Le premier peuplement Blanc dans la région d'Ijuí trouve son origine dans l'installation des missions jésuites, dans la première moitié du XVIIe siècle. Avec l'abandon de celles-ci, tout l'endroit retourna à son état primitif. Quand, en 1809 furent créées les quatre municipalités de la Province du Rio Grande do Sul, les terres de l'actuelle Ijuí faisaient partie de Rio Pardo. Avec l'émancipation de Cruz Alta, en 1834, Ijuí fit partie de cette dernière.
Le lieu prit le nom d'Ijuí en raison du passage dans l'endroit d'un affluent du rio Uruguai portant ce nom. Ce nom tupi guarani signifie "rivière des eaux divines".
Autour de 1880 se créa l'ancêtre de la communauté actuelle, la "Colônia Ijuhy Grande", première colonie officielle de la Province du Rio Grande sur les hautes terres. Arrivèrent alors des colons d'origine portugaise, allemande, italienne, polonaise, lettone, autrichienne, hollandaise, arabe, suédoise, russe, japonaise et bien d'autres, plus minoritaires.
La commune produit une eaux minérale réputée et vendue dans tout l'État, "Fonte Ijuí", dont la source se trouve à 15 km du Centre de la cité et à laquelle on accède par la RS-155.

## Villes voisines
- Chiapetta
- Nova Ramada
- Ajuricaba
- Bozano
- Pejuçara
- Boa Vista do Cadeado
- Augusto Pestana
- Coronel Barros
- Catuípe